# Luís Rafael Mayer
Luís Rafael Mayer (Monteiro, 27 de março de 1919 – Recife, 23 de novembro de 2013) foi um magistrado brasileiro.

## Biografia
Filho de Marcolino Mayer de Freitas e Lídia Rafael Mayer, formou-se na Faculdade de Direito do Recife, em 1943.
Ocupou a função de consultor geral da república no governo Geisel, no período 15 de abril de 1974 a 13 de dezembro de 1978.
Nomeado ministro do Supremo Tribunal Federal em 1978, foi eleito seu presidente em 1986, exercendo seu mandato no biênio de 10 de março de 1987 a 10 de março de 1989, aposentando-se logo após, no dia 14 de março.
Em 7 de dezembro de 2009, foi agraciado com a Grã-Cruz da Ordem do Ipiranga pelo Governo do Estado de São Paulo, na pessoa do então governador José Serra.
Morreu de insuficiência pulmonar no Recife em 23 de novembro de 2013, após uma luta contra o câncer de pulmão.